# N252 (België)
De N252 is een gewestweg aan de noordkant van Nijvel, België tussen de A7 E19 en de N27. De weg heeft een lengte van ongeveer 4 kilometer.
De gehele weg bestaat uit 2x2 rijstroken.